# Mastigoteuthis talismani
Mastigoteuthis talismani är en bläckfiskart som först beskrevs av Fischer och Louis Joubin 1907.  Mastigoteuthis talismani ingår i släktet Mastigoteuthis och familjen Mastigoteuthidae. Inga underarter finns listade i Catalogue of Life.

## Bildgalleri

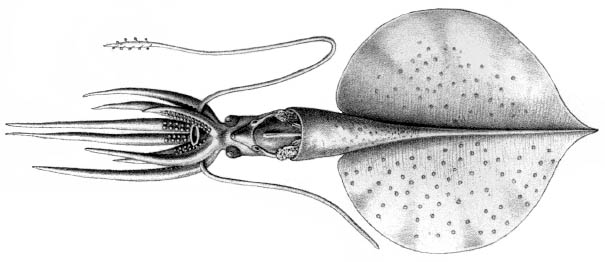
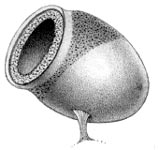
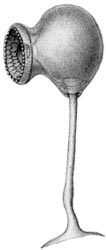
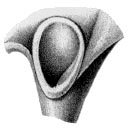
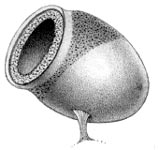
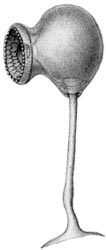